# Edith Cigana
Edith Cigana (Conegliano, 15 februari 1968), is een Italiaans triatlete. Ze is vijfvoudig Italiaans kampioene en was in 1984 de eerste Italiaan die mee deed aan de Ironman.
Cigana deed in 2000 mee aan de Olympische
Zomerspelen van Sydney toen de triatlon voor het eerst olympisch gehouden werd. Ze behaalde een 27e plaats in een tijd van 2:07.06,81.
Ze was aangesloten bij Triathlon Pesaro.

## Belangrijke prestaties

### triatlon
- 1991: 46e WK Australië
- 1992: 55e WK Canada
- 1998: 38e WK olympische afstand in Lausanne - 2:17.19
- 1999: 46e WK olympische afstand in Montreal - 2:02.55
- 2000: 41e WK Australië
- 2000: 27e Olympische Spelen van Sydney - 2:07.06,81
- 2000: 5e triatlon van Anzio
- 2000:  triatlon van Margerita
- 2000: 25e wereldbeker Hawaï
- 2000:  triatlon van Chili
- 2001:  triatlon van Monti Sibillini